# Валдіс Затлерс
Валдіс Затлерс (латис. Valdis Zatlers; нар. 22 березня 1955, Рига) — латвійський державний діяч, сьомий президент Латвії; лікар за фахом.

## Життєпис
Закінчив Ризький медичний інститут (1979, нині Ризький університет імені Страдіня) за спеціальністю хірург-травматолог-ортопед. Як хірург працював у Ризькій лікарні — був начальником відділу і директором клініки.
У 1986 разом з іншими військовими медиками брав участь у ліквідації наслідків Чорнобильської катастрофи.
Наприкінці 1980-х Затлерс приєднався до Латвійського народного фронту і підписав маніфест партії 1989.
Після здобуття незалежності Латвії відійшов від політики, повернувся до лікарняної практики і став головним лікарем Клініки травматології та ортопедії. На цій посаді з 1994 залишався до обрання на посаду президента 31 травня 2007.
Після референдуму про розпуск Сейму 10-го скликання Затлерс був також головою заснованої ним Партії реформ і членом Сейму 11-го скликання.

## Президентство
У 2009 році Валдіс Затлерс закликав Сейм ухвалити поправки до Конституції, які б надали народові право розпускати парламент шляхом референдуму — ці зміни були схвалені. Водночас пропозиція надати президентові право розпускати Сейм без референдуму не була підтримана.
У 2011 році Затлерс запропонував Сейму внести зміни до Конституції з метою розширення повноважень президента, а також ініціював поправки до закону про громадянство, які б розширили можливості подвійного громадянства та спростили надання громадянства дітям негромадян і апатридів.
9 липня 2011 року, наступного дня після вступу на посаду нового президента, Валдіс Затлерс скликав пресконференцію, на якій оголосив про створення нової політичної сили — Партії реформ Затлерса. 23 липня, у день референдуму щодо розпуску Десятого Сейму, відбувся установчий зʼїзд партії.
У березні 2011 року Затлерс оголосив про намір балотуватися на другий президентський термін.
У травні 2011 року він ініціював референдум про розпуск Сейму, обраного в жовтні 2010 року. Причинами такого кроку були «неповажне ставлення до суду» (Сейм відмовився надати згоду на обшук одного з депутатів) і звинувачення у торгівлі посадами.
2 червня 2011 року Сейм обрав новим президентом Андріса Берзіньша, іншу кандидатуру.

## Родина
Одружений. Дружина — Ліліта Затлере. У подружжя є троє дітей.

## Нагороди

### Україна
- Орден Свободи (26 квітня 2011)[5] — за значний особистий внесок у подолання наслідків Чорнобильської катастрофи, реалізацію міжнародних гуманітарних програм, багаторічну плідну громадську діяльність
- Орден князя Ярослава Мудрого I ст. (25 червня 2008)[6] — за визначний особистий внесок у розвиток українсько-латвійських відносин